# 上野城
上野城是日本三重縣伊賀市上野丸之内的古城。又稱之白鳳城、伊賀上野城。

## 概要
伊贺上野城坐落于上野盆地的中央，上野台地北部的山坡上，海拔180米。
起初，北畠信雄的家臣泷川雄利在平乐寺的遗迹上建立起营寨；后来在1585年（天正13年）由筒井定次改建并修筑；1611年（庆长16年）藤堂高虎应德川家康之命扩建；大坂之阵时，与当时高虎所属的德川家将丰臣家消灭，筑城也因此而终止；除了本丸和二之丸主要部分以外的城的其它部分一直以未完成的状态度过了江户时代。
现在，古城池一带被认定为国家级历史遗迹。包括古城池在内的近郊一带整合为上野公园，除了有祭祀松尾芭蕉的俳圣殿和芭蕉翁纪念馆以外，还有伊贺流忍者博物馆，并被作为伊贺上野的旅游景点而举办各种活动。长年被认作是日本第一高的由藤堂高虎修筑的高约30米的石墙现在依然在三重县立上野高等学校的范围内矗立，城堡的米仓作为博物馆的一部分而被移到了上野公园内保存。现在，天守台上的3层3阶天守是昭和初年建的模拟天守，正式的叫法是伊贺文化产业城。

## 历史

### 近代以前
1585年（天正13年），按照来自大和郡山，拜领了伊贺的筒井定次的要求，在因为天正伊贺之乱而被烧毁的平乐寺的遗迹上筑城。一般认为天守是3层的，不过史料并没有记载。现已确认城的东北角有筒井时代的天守。
但是定次因为行为不端而致使岛左近等重臣大量出走，最终在1608年（庆长13年）被德川家康下令撤换。后来此城成为了来自伊予·宇和岛的筑城高手藤堂高虎的下属城堡（他的居城是伊势国·津城），而进行了大规模的改造与修缮。
改造是为了准备对付丰臣家的讨伐，因而加深了护城河，增高了石墙，并在城南建造了二之丸。天守的位置向西移动了，本来正打算要移筑今治城天守，不过为了向发布了天下普请令的丹波龟山城的建设进献而新建5层的天守。但是等到竣工的1612年（庆长17年）年大风毁坏了天守，外加因为丰臣家的灭亡而不再需要坚固的城堡，以及武家诸法度限制了新建以及改建城堡，在江沪时代没有再建。
1825年（文政8年）藤堂高猷成为最后的城主。

### 近现代
- 1869年（明治2年）版籍奉还。
- 明治维新后，和其他城一样，伊贺上野城石墙上的很多构造物被拆毁，并且因为较高的山冈此后也没有其他用处，城池的遗迹也渐渐变成了被野草覆盖的状态。
- 1896年（明治29年）改善了这个状况的是伊贺出身的实业家田中善助，修整了城的周围使之成为公园作为居民休息的地方。
- 1935年（昭和10年）众议院议员川崎克自己出资重建了天守。
- 1967年（昭和42年）12月27日被认定为国家级历史遗迹。
- 1980年（昭和55年）被用作为电影《影武者》的拍摄现场。
- 2006年（平成18年）4月6日被选为日本100名城（47号），2007年（平成19年）6月全国规模的日本100名城邮戳征集开始。

## 伊贺文化产业城

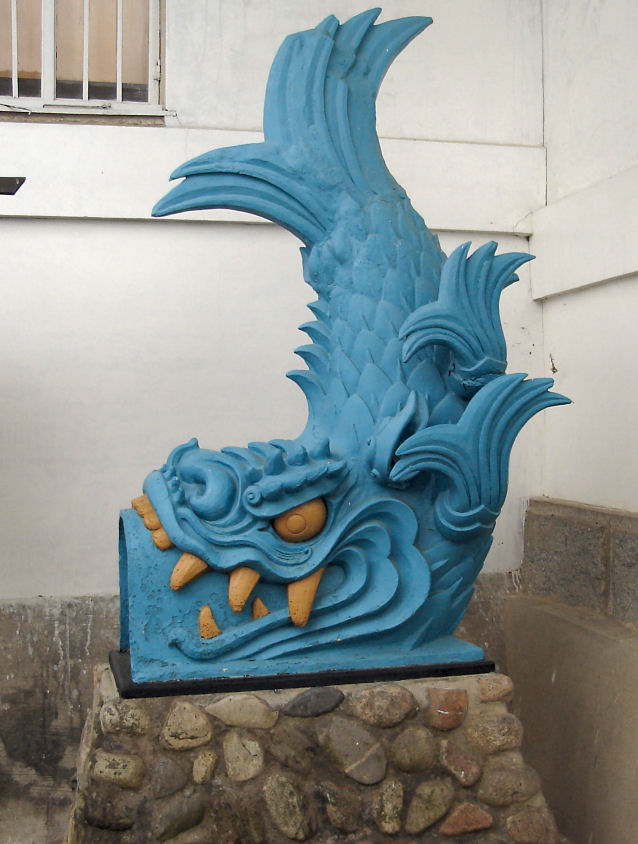
鯱

伊贺文化产业城（いがぶんかさんぎょうじょう）是众议院议员川崎克自己出资在上野城遗迹的由藤堂高虎建造的天守台上建的复兴天守，是模拟天守。川崎因为“打仗用的城有被毁灭的时候，文化产业的城只要有人类生活就不灭”的理想而将其命名为“伊贺文化产业城”。

### 构造
由于川崎对于纯和风式的强烈要求，与同时期建造的大坂城复兴天守（钢筋混凝土建筑）不同，採用木造瓦葺，用白灰浆涂满整个建筑，建造了这样的望楼型3层3阶高23米的大天守和2层2阶的小天守。虽然是木造结构，不过用来造5层天守的天守台上只造了3层天守，天守台一半左右的地方没有使用，也没有进行历史考证。

### 所藏文化财产
模拟天守内有藤堂高虎的黑漆器的盔甲，另外三层的顶棚张贴着46张横山大观的画作。

## 所在地
- 伊贺市三重县上野丸之内106号

交通
- 从伊贺铁道伊贺线“上野市”站步行约8分钟